# فرد دبليو. ميرفي
فرد دبليو. ميرفي (بالإنجليزية: Fred W. Murphy)‏ هو محامي أمريكي، ولد في 6 نوفمبر 1877 في دوفر في الولايات المتحدة، وتوفي في 22 يناير 1937 في بروكلين في الولايات المتحدة.